# Trang viên ở Bytča
Trang viên ở Bytča (tiếng Slovakia: Kaštieľ v Bytči) (tên khác: Trang viên Bytčiansky, Lâu đài Bytčiansky) là một tòa nhà được xây dựng vào thời Phục hưng, tọa lạc ở trung tâm thị trấn Bytča, vùng Žilina, Slovakia. Trong khuôn viên của trang viên có một cung điện cũng được xây dựng vào thời Phục hưng được gọi là Cung điện Đám cưới. Địa điểm này là một trong những dinh thự phong kiến quan trọng nhất và có kiến trúc ấn tượng nhất ở Slovakia. Ngày 5 tháng 11 năm 1963, trang viên ở Bytča được ghi danh vào Danh sách Di tích Trung ương. Năm 1970, theo Nghị quyết của Chính phủ SSR, trang viên và khu phức hợp được công nhận là di tích văn hóa quốc gia.

## Lịch sử
Vào năm 1563, František I. Turzo đã mua nhiều mảnh đất và ủy quyền cho bậc thầy người Ý Giovanni Kilián đến từ Milan xây dựng một dinh thự theo phong cách kiến trúc Phục hưng. Sau khi František Turzo qua đời vào năm 1574, con trai cả Juraj tiếp quản trang viên. Kể từ đó, trang viên trở thành nơi ở của dòng họ ông. Sau đó, khu bất động sản này thuộc sở hữu của gia đình quý tộc Esterházi (từ năm 1624), gia  đình doanh nhân Popper (từ năm 1862) và nhà nước (từ năm 1950).